# فلوئورانتین
فلوئورانتین (به انگلیسی: Fluoranthene) با فرمول شیمیایی C۱۶H۱۰ یک ترکیب شیمیایی است؛ که جرم مولی آن ۲۰۲٫۲۶ g/mol می‌باشد.